# Cúp bóng đá Macedonia 2012–13
Cúp bóng đá Macedonia 2012–13 là mùa giải thứ 21 của giải đấu bóng đá loại trực tiếp ở Cộng hòa Macedonia. Renova là đương kim vô địch, lần đầu tiên giành chức vô địch. Đội vô địch mùa giải 2012–13 là FK Teteks với lần thứ hai đoạt cúp.

## Lịch thi đấu
| Vòng      | Ngày thi đấu                          | Số trận | Câu lạc bộ |
| --------- | ------------------------------------- | ------- | ---------- |
| Vòng Một  | 22 tháng 8 năm 2012                   | 16      | 32 → 16    |
| Vòng Hai  | 19 và 26 tháng 9 năm 2012             | 16      | 16 → 8     |
| Tứ kết    | 14 tháng Mười và 21 tháng 11 năm 2012 | 8       | 8 → 4      |
| Bán kết   | 17 tháng Tư và 2 tháng 5 năm 2013     | 4       | 4 → 2      |
| Chung kết | 22 tháng 5 năm 2013                   | 1       | 2 → 1      |

## Vòng Một
Các trận đấu diễn ra vào ngày 21 và 22 tháng 8 năm 2012.
| Đội 1                    | Tỉ số           | Đội 2            |
| ------------------------ | --------------- | ---------------- |
| Astibo (III)             | w/o             | 11 Oktomvri (II) |
| Karaorman (III)          | 1–2             | Metalurg         |
| Madžari Solidarnost (II) | 0–1             | Drita            |
| Poeševo (III)            | 1–2             | Renova           |
| Babi (II)                | 1–0             | Napredok         |
| Gostivar (II)            | 0–0 (1–3 ph.đ.) | Bregalnica Štip  |
| Rufeja (II)              | 0–2             | Vardar           |
| Plačkovica (III)         | w/o             | Shkëndija        |
| Belasica (III)           | 1–3             | Sileks           |
| Bashkimi (III)           | 2–2 (5–4 ph.đ.) | Tikveš (II)      |
| Babuna (III)             | 0–4             | Horizont Turnovo |
| Ljuboten (III)           | 0–5             | Euromilk (II)    |
| Ohrid 2004 (II)          | 2–7             | Teteks           |
| Slavej (IV)              | 0–6             | Pelister         |
| Pobeda Junior (II)       | 0–0 (5–3 ph.đ.) | Rabotnički       |
| Lokomotiva (II)          | 2–2 (4–2 ph.đ.) | Miravci (II)     |

Ghi chú: Số La Mã trong ngoặc chỉ cấp độ của câu lạc bộ thi đấu ở mùa giải 2012–13.

## Vòng Hai
Tham gia vòng này gồm 16 đội thắng ở vòng Một. Các trận lượt đi diễn ra vào ngày 9 và 19 tháng 9 năm 2012 và lượt về diễn ra vào ngày 26 và 27 tháng 9 năm 2012.
| Đội 1              | TTS  | Đội 2            | Lượt đi | Lượt về |
| ------------------ | ---- | ---------------- | ------- | ------- |
| Metalurg           | 4–3  | Horizont Turnovo | 3–3     | 1–0     |
| Lokomotiva (II)    | 0–9  | Teteks           | 0–2     | 0–7     |
| Bashkimi (III)     | 1–4  | Sileks           | 1–1     | 0–3     |
| Vardar             | 4–1  | Euromilk (II)    | 2–0     | 2–1     |
| Pelister           | 6–1  | Babi (II)        | 5–0     | 1–1     |
| Shkëndija          | 2–0  | Bregalnica Štip  | 1–0     | 1–0     |
| Pobeda Junior (II) | 0–2  | Drita            | 0–0     | 0–2     |
| 11 Oktomvri (II)   | 0–10 | Renova           | 0–5     | 0–5     |

 Ghi chú: Số La Mã trong ngoặc chỉ cấp độ của câu lạc bộ thi đấu ở mùa giải 2012–13

## Tứ kết
Các trận lượt đi diễn ra vào ngày 14 tháng Mười và 7 tháng 11 năm 2012, các trận lượt về vào ngày 21 tháng 11 năm 2012.
| Đội 1     | TTS | Đội 2    | Lượt đi | Lượt về |
| --------- | --- | -------- | ------- | ------- |
| Pelister  | 0–3 | Vardar   | 0–1     | 0–2     |
| Shkëndija | 6–1 | Metalurg | 1–0     | 5–1     |
| Drita     | 1–5 | Sileks   | 1–2     | 0–3     |
| Teteks    | 1–0 | Renova   | 0–0     | 1–0     |

## Bán kết
Các trận lượt đi diễn ra vào ngày 17 tháng 4 năm 2013, các trận lượt về vào ngày 2 tháng 5 năm 2013.
| Đội 1     | TTS | Đội 2  | Lượt đi | Lượt về |
| --------- | --- | ------ | ------- | ------- |
| Shkëndija | 1–1 | Vardar | 0–0     | 1–1     |
| Sileks    | 0–3 | Teteks | 0–1     | 0–2     |

| Shkëndija | 0–0      | Vardar |
| --------- | -------- | ------ |
|           | Chi tiết |        |

| Vardar     | 1−1      | Shkëndija   |
| ---------- | -------- | ----------- |
| Petrov 90' | Chi tiết | Rexhepi 81' |

1–1 sau 2 lượt trận. Shkëndija thắng nhờ luật bàn thắng sân khách.
| Sileks | 0–1      | Teteks        |
| ------ | -------- | ------------- |
|        | Chi tiết | Nastevski 83' |

| Teteks                                   | 2−0      | Sileks |
| ---------------------------------------- | -------- | ------ |
| Jovanovski 75' · Bozhinovski 86' (ph.đ.) | Chi tiết |        |

Teteks thắng 3–0 sau 2 lượt trận.

## Chung kết

### Trận đấu ban đầu
Trận đấu đầu tiên diễn ra vào ngày 22 tháng 5 năm 2013, nhưng bị hủy bỏ vì chỉ 10 phút sau khi bắt đầu do đám đông hỗn loạn.
| Shkëndija | 0–0 | Teteks |
| --------- | --- | ------ |
|           |     |        |

### Đá lại
| Shkëndija                                                   | 1–1 (h.p.) | Teteks                                                                          |
| ----------------------------------------------------------- | ---------- | ------------------------------------------------------------------------------- |
| Ejupi 15'                                                   | Chi tiết   | Micevski 68'                                                                    |
| Loạt sút luân lưu                                           |            |                                                                                 |
| Ejupi · Aliji · Shabani · Cuculi · Taipi · Useini · Berisha | 5–6        | Nastevski · Despotovski · Drobarov · Petkovski · Kralevski · Manchevski · Iseni |